# Lost in Space (Part II)
Lost in Space (Part II) è un EP della band power metal Avantasia, pubblicato nel 2007.

## Tracce
1. Lost In Space (feat. Amanda Somerville e Michael Rodernberg) – 3:52
2. Promised Land (feat. Jørn Lande e Michael Kiske) – 4:52
3. Dancing With Tears In My Eyes (cover degli Ultravox) – 3:53
4. Scary Eyes – 3:33
5. In My Defense (cover di Freddie Mercury) – 3:59
6. Lost In Space (Alive at Gatestudio) (feat. Amanda Somerville) – 5:53

Durata totale: 26:02

## Formazione
- Tobias Sammet - voce, basso
- Sascha Paeth - chitarra
- Eric Singer - batteria

### Ospiti
- Miro - tastiere
- Jørn Lande - voce in Promised Land
- Michael Kiske - voce in Promised Land
- Amanda Somerville - voce in Lost In Space e Lost In Space (alive at Gate studio)
- Henjo Richter - chitarra solista in Promised Land, Dancing With Tears In My Eyes e Scary Eyes